# فرودگاه کروکر آیلند
فرودگاه کروکر آیلند (به انگلیسی: Croker Island Airport) یک فرودگاه همگانی با کد یاتا CKI است که یک باند فرود آسفالت دارد و طول باند آن ۱۴۳۳ متر است. این فرودگاه در کشور استرالیا قرار دارد و در ارتفاع ۱۵٫۵ متری از سطح دریا واقع شده‌است.

## شرکت‌های هواپیمایی و مقصدهای پروازی
| شرکت‌های هواپیمایی | مقصدهای پروازی  |
| ----------------- | --------------- |
| فلای تیوی         | داروین، Warruwi |